# Rasen
Pour la commune italienne de Rasen-Antholz, voir Rasun Anterselva.
Pour plus de détails, voir Fiche technique et Distribution.
Rasen (らせん, lit. Spirale) est un film japonais réalisé par Jōji Iida, sorti en 1998. Il s'inspire de l’œuvre de Kōji Suzuki.

## Synopsis
Mitsuo Ando est un médecin légiste torturé par la mort accidentelle de son fils dont il se sent responsable.
Un jour, il doit autopsier le corps d’un de ses anciens amis (du nom de Ryuji Takayama) dont il apprendra très vite qu’il a été tué par Sadako Yamamura (voir Ring). Intrigué il se lance alors dans une enquête qui va l’amener à découvrir les terribles desseins de ce terrifiant spectre.

## Fiche technique
- Titre : Rasen
- Titre original : らせん
- Réalisation : Jōji Iida
- Scénario : Jōji I ida, d'après le roman de Kōji Suzuki
- Production : Takashige Ichise et Shinya Kawai
- Musique : La Finca
- Photographie : Makoto Watanabe
- Montage : Hirohide Abe
- Décors : Iwao Saitō
- Pays de production :  Japon
- Langue originale : japonais
- Format : couleurs - 1,85:1 - Dolby Surround - 35 mm
- Société de production : Studio Canal
- Genre : Horreur
- Durée : 97 minutes
- Date de sortie :
  - Japon : 31 janvier 1998

## Distribution
- Kōichi Satō : Mitsuo Ando
- Miki Nakatani : Mai Takano
- Yutaka Matsushige : Yoshino
- Nanako Matsushima : Reiko Asakawa (images d'archives)
- Hinako Saeki : Sadako Yamamura
- Hiroyuki Sanada : Ryuji Takayama
- Tomohiro Okada
- Kōji Suzuki (caméo)

## Autour du film
- Rasen est une adaptation de Double Hélice, deuxième volet de la tétralogie littéraire Ring, de l'écrivain japonais Kōji Suzuki. Réalisé parallèlement au premier opus de Hideo Nakata, et à la suite du succès de ce dernier, Rasen restera dans l'ombre et une nouvelle version sera réalisée par la suite, une fois encore, par Hideo Nakata.
- L'auteur du roman, Kōji Suzuki, fait une petite apparition dans le film. On le voit en tant que père souriant, dans le train, avec sa famille.